# Свети Никола (Бърждани)
Вижте пояснителната страница за други значения на Свети Никола.
„Свети Никола“ (на македонска литературна норма: „Свети Никола“) е възрожденска църква в кичевското село Бърждани, Северна Македония. Църквата е част от Кичевското архиерейско наместничество на Дебърско-Кичевската епархия на Македонската православна църква – Охридска архиепископия.
Изградена е в 1872 година от охридски майстори според каменната плоча, вградена в пода на църквата. Църквата е типичен възрожденски храм – еднокорабна базилика с валчест свод и широка калота над наоса. Апсидата е петстранна и декорирана с архиволти. За разлика от повечето съвременни църкви не е вкопана, а в нея се влиза, изкачвайки се по няколко стъпала.
Най-старите икони в църквата са от Дичо Зограф и датират от 1849 година и най-вероятно са от старата църква, която в 1872 година е разширена. За новата църква непосредствено преди 1872 година е изработен и нов иконостас с престолни икони от неизвестен майстор. Част от старите престолни икони на Дичо Зограф са поставени в олтара, а част в новия иконостас.
Олтарното простраство е изписано в 1874 година от сина на Дичо Аврам Дичов, който изработва и много икони. В църквата е изписан портрет на Теофилакт Охридски, фреска, която се среща рядко. Рядко е и изписването на тропара „Милосердия сущи източник милости сподоби нас Богородице“ върху престолната икона на Богородица. Акцент в живописта е представянето на Христос в гроба, където е изобразена „На волную страст“. Тука е изобразен главно тропарът „Во гробие плотски“, който е илюстриран според канона на Велика събота. Цялостно подобно изписване няма в ерминиите нито на Дичо Зограф, нито на Дионисий Фурноаграфиот.
- Икони от храма
- „Богородица с Христос“, Аврам Дичов, 1874 г.
- „Рождество Христово“, Аврам Дичов
- „Василий Велики“
- „Свети Никола и Свети Теофилакт“
- „Свети Атанасий и Свети Антоний“
- „Свети Андрей“
- „Свети Димитър“
- „Свети Георги“
- „Света Неделя“
- „Свети Тома“